# Matthias Müller (Filmemacher)
Matthias Müller (* 29. März 1961 in Bielefeld) ist ein deutscher Filmemacher, bekannt für Found Footage Filme.

## Leben und Werk
Matthias Müller wuchs als Sohn eines Pfarrers und einer Lehrerin in Bielefeld auf und ist seit 1980 auf dem Gebiet Experimenteller Film, Video und Fotografie tätig. 1984 begann die Zusammenarbeit mit Dirk Schaefer, der an zahlreichen Filmen Müllers als Musiker beteiligt war. 1985 gründete Müller mit acht anderen Filmern, darunter Christiane Heuwinkel und Maja-Lene Rettig, die Super-8-Film-Kooperative Alte Kinder. Sie gingen mit ihren Werken auf Tour und gewannen zahlreiche Preise. Seit „Phoenix Tapes“ (1999) arbeitet Müller häufig mit dem Künstler Christoph Girardet zusammen. 2006 war Müllers Arbeit Gegenstand des internationalen Symposiums „Matthias Müller – Multimedia Poet“ der Boston University. Er hatte Werkschauen u. a. im Museum of Modern Art, New York, im Center for the Arts, San Francisco, im Nederlands Filmmuseum, Amsterdam, im Walker Art Center, Minneapolis, im Image Forum, Tokio, und in der Cinematek Brüssel. Seine Filme wurden u. a. auf den Festivals von Cannes, Venedig, Toronto, Rotterdam und Oberhausen sowie in vielen Ausstellungen gezeigt. Sie finden sich in den Sammlungen von Museen wie Tate Modern, London, und dem Centre Georges Pompidou, Paris.
1981 bis 1987 studierte Müller Germanistik und Kunst bei Jürgen Heckmanns an der Universität Bielefeld, danach Freie Kunst an der Hochschule für Bildende Künste Braunschweig bei Birgit Hein und Gerhard Büttenbender. Zwischen 1994 und 1997 lehrte Müller als Gastprofessor an der Johann Wolfgang Goethe-Universität Frankfurt am Main und von 1998 bis 1999 an der Fachhochschule Dortmund. Seit 2003 hat er eine Professur für experimentellen Film an der Kunsthochschule für Medien Köln.
Neben seinem eigenen Filmschaffen organisiert Müller auch Filmreihen, Tourprogramme und Festivals; zwischen 2002 und 2005 kuratierte er die Festival-Sektion „Lux“ für den Max Ophüls Preis, Saarbrücken.

## Ausstellungen (Auswahl)
- 1997 documenta X, Kassel
- 1999 Notorious – Alfred Hitchcock and Contemporary Art, Modern Art Oxford
- 2000 Manifesta 3 in Ljubljana
- 2000 internationaler medienkunstpreis Zentrum für Kunst und Medien Karlsruhe
- 2000 Monter/Sampler, Musée national d’art moderne / Centre Georges Pompidou, Paris
- 2001 Die unheimliche Frau Kunsthalle Bielefeld, Bielefeld
- 2002 Videodrome II New Museum of Contemporary Art, New York City
- 2003 bewitched bothered and bewildered–Spatial Emotion in Contemporary Art, Migros Museum für Gegenwartskunst, Zürich
- 2004 11. Marler Video-Kunst-Preis / 4. Marler Video-Installations-Preis Skulpturenmuseum Glaskasten Marl, Marl
- 2004 Playlist, Palais de Tokyo, Paris
- 2005 Film Ist und Als ob in der Kunst Staatliche Kunsthalle Baden-Baden, Baden-Baden
- 2005 Universal Experience: Art, Life, and the Tourist's Eye, Museum of Contemporary Art, Chicago; Hayward Gallery, London; MART, Museo di arte moderna e contemporanea di Trento e Rovereto
- 2005 Revisitations, Solar, Galeria de Arte Cinemática, Vila do Conde
- 2005 Fair Use: Appropriation in Recent Film and Video, Armand Hammer Museum, Los Angeles
- 2006 Christoph Girardet / Matthias Müller Sprengel Museum Hannover
- 2006 Le mouvement des images Centre Georges-Pompidou, Paris
- 2007 OWL1–Über die Tausend Quellen neben dem Durstenden in der Wüste Marta Herford, Herford
- 2008 Artists' Films, Camden Arts Centre, London
- 2008 Collateral 2 – When Art Looks At Cinema, SESC Paulista, São Paulo
- 2009 Veto–Zeitgenössische Positionen in der deutschen Fotografie, Deichtorhallen, Hamburg
- 2010 Públicos y contrapúblicos, Centro Andaluz de Arte Contemporáneo (CAAC), Sevilla
- 2011 Arp, Beckmann, Munch, Kirchner, Warhol … Klassiker in Bonn Kunst- und Ausstellungshalle der Bundesrepublik Deutschland, Bonn
- 2012 Cinema: New Device, Staatliches Zentrum für Gegenwartskunst, Moskau
- 2012 Big Picture III (Szenen/Figuren), K21 Kunstsammlung Nordrhein-Westfalen, Düsseldorf
- 2012 Found Footage: Cinema Exposed, Eye Filminstituut Nederland, Amsterdam
- 2013 What am I doing here? Esbjerg Kunstmuseum, Esbjerg
- 2013 Re:set–Abstrakte Malerei In Einer Digitalen Welt Kunstmuseum Celle mit Sammlung Robert Simon 2014 Kunstmuseum Heidenheim, Kunsthalle Recklinghausen, 2015 Clemens-Sels-Museum, Neuss
- 2014 Christoph Girardet & Matthias Müller – Tell Me What You See, Kunstverein Hannover
- 2015 Situations: Formate, Fotomuseum Winterthur
- 2015 Void: There’s Nothing More Left, But A Little Trace From Human Being Ginkgo Space, Beijing
- 2016 Face to Face, West Den Haag, Den Haag
- 2016 There’s No Place Like Home, Haus der Kunst, München
- 2022 Hacking Identity – Dancing Diversity, Möllerei, Esch-sur-Alzette / ZKM | Zentrum für Kunst und Medien Karlsruhe

## Auszeichnungen (Auswahl)
- 1986 Ann Arbor 8mm-Film Festival: 2. Preis für WANDERER IM NEBELMEER.
- 1986 Festival international du film super 8, Montréal: 2. Preis für CONTINENTAL BREAKFAST.
- 1987 Ann Arbor 8mm-Film Festival: 2. Preis für CONTINENTAL BREAKFAST.
- 1987 No Budget Film Festival, Hamburg: 1. Preis für EPILOG.
- 1987 Festival international du film super 8 et vidéo, Montréal: Prix Spécial für FINAL CUT.
- 1988 Ann Arbor 8mm-Film Festival: American Federation of Arts Experimental Film Award für EPILOG.
- 1989 Experi Bonn: Publikumspreis für AUS DER FERNE–THE MEMO BOOK.
- 1990 Internationale Kurzfilmtage Oberhausen: Experimentalfilmpreis (ex aequo) für AUS DER FERNE–THE MEMO BOOK.
- 1991 IFF San Francisco: Special Jury Award für AUS DER FERNE–THE MEMO BOOK.
- 1991 Preis der Deutschen Filmkritik für HOME STORIES.
- 1991 ave Arnheim: Audience Award für HOME STORIES.
- 1992 Festival du Court Métrage Clermont–Ferrand: Prix de la Récherche für HOME STORIES.
- 1992 Förderpreis des Landes Nordrhein-Westfalen für junge Künstlerinnen und Künstler
- 1993 Stuttgarter Filmwinter: Erster Preis für SLEEPY HAVEN.
- 1994 Filmfest Dresden: Erster Preis (ex aequo) für SLEEPY HAVEN.
- 1994 Filmzwerge Münster: Erster Preis (ex aequo) für SLEEPY HAVEN.
- 1995 Deutscher Kurzfilmpreis (Nominierung) für ALPSEE.
- 1995 IFF Oberhausen: Hauptpreis für ALPSEE.
- 1995 Internationales Kurzfilmfestival Curtas Vila do Conde: Großer Preis der Stadt Vila do Conde für ALPSEE.
- 1995 San Francisco International Film Festival: Golden Gate Award (New Visions) für ALPSEE.
- 1997 Preis der Deutschen Filmkritik für PENSÃO GLOBO.
- 1997 IFF: Preis der Interfilm-Jury (ex aequo) für PENSÃO GLOBO.
- 1997 Festival du Court Métrage de Clermont-Ferrand: Prix de la Presse für PENSÃO GLOBO.
- 1997 IFF San Francisco: Certificate of Merit (Golden Gate Award) für PENSÃO GLOBO.
- 1998 Semana de cine experimental, Madrid: 1. Preis für PENSÃO GLOBO.
- 1998 The Images Festival of Independent Film and Video, Toronto: Best of The New Screen International Award für PENSÃO GLOBO.
- 1999 IFF Oberhausen: Hauptpreis der Internationalen Jury für VACANCY.
- 1999 Internationales Kurzfilm-Festival Hamburg: Dritter Preis für VACANCY.
- 1999 Côte court, Paris: Prix Spécial für VACANCY.
- 1999 Viper–International Festival for Film, Video and New Media, Luzern: Viper International Award für VACANCY.
- 1999 Europäischer Filmpreis: Nominierung (Sparte Kurzfilm) für VACANCY.
- 1999 European Media Art Festival, Osnabrück: Preis der Deutschen Filmkritik für PHOENIX TAPES.
- 2000 Kritikerpreis des Verbandes der Deutschen Kritiker e. V. in der Sparte Film[3]
- 2004 Marler Video-Kunst-Preis
- 2006 Deutscher Kurzfilmpreis für KRISTALL
- 2006 Cannes Filmfestival: Canal+ – Preis für KRISTALL
- 2009 Berlinale: Besondere Erwähnung & Nominierung für den Goldenen Bären (Sparte Kurzfilm) für CONTRE-JOUR
- 2011 Premio Principado de Asturias al Mejorcortometraje, Gijón International Film Festival
- 2012 Hauptreis, Bucharest International Experimental Film Festival
- 2013 Best European Short Film / Nominierung für den Europäischen Filmpreis, Curtas Vila do Conde
- 2014 Internationales Kurzfilm-Festival Hamburg: ARTE-Kurzfilmpreis & Nominierung für den Hamburger Kurzfilmpreis für CUT
- 2016 Berlinale: Nominierung für den Goldenen Bären (Sparte Kurzfilm) für PERSONNE
- 2017 Outstanding Achievement Award, Beijing International Short Film Festival
- 2022 Hauptpreis des Urban View Wettbewerbs, Short Waves Poznań